# Hospitalis
Hospitalis va ser la deïtat romana de l'hospitalitat.
El nom de dii hospitales s'aplicava a diferents deus, però no s'esmenten els seus noms. En parlen Tàcit, Titus Livi i Ovidi. El gran protector de l'hospitalitat va serJúpiter que a Roma era anomenat Jupiter hospitalis, i els grecs li deien Ζεὺς ξένιος.